# 파평도서관
파평도서관은 경기도 파주시에 있는 공립 도서관이다.

## 연혁
- 2018년 12월 4일 개관.